# Wybory parlamentarne w Kosowie w 2014 roku
Wybory parlamentarne w Kosowie w 2014 – wybory do parlamentu Kosowa, które odbyły się 8 czerwca 2014 roku, po deklaracji premiera rządu Kosowa Hashima Thaçiego i samorozwiązaniu parlamentu 7 maja 2014. Były to drugie wybory parlamentarne w Kosowie od momentu proklamowania niepodległości tego kraju. Mieszkańcy Kosowa wybierali 100 ze 120 członków Zgromadzenia Kosowa. Pozostałe mandaty to miejsca zarezerwowane dla mniejszości narodowych. W wyborach 2014 wystartowało 1235 kandydatów reprezentujących 30 partii i ugrupowań politycznych.
W wyborach wzięło udział 735 942 osób. Frekwencja wyborcza wyniosła 42,6% uprawnionych do głosowania. Zwycięstwo, podobnie jak w wyborach roku 2010, odniosła koalicja pięciu partii skupiona wokół Demokratycznej Partii Kosowa, zdobywając 30,4% ważnych głosów. W porównaniu z poprzednimi wyborami partia rządząca zanotowała spadek popularności o ok. 3%, zmniejszając do 5% przewagę nad główną siłą opozycyjną Demokratyczną Ligą Kosowa. Spośród 22 ugrupowań mniejszościowych startujących w wyborach największą liczbę głosów uzyskały: Lista Serbska (Srpska Lista), na którą głosowało 5,22% wyborców oraz Turecka Demokratyczna Partia Kosowa (Kosova Demokratik Türk Partisi), na którą głosowało 1,02% wyborców.
9 grudnia 2014 nowy rząd koalicyjny złożony z przedstawicieli dwóch największych partii utworzył Isa Mustafa – przywódca Demokratycznej Ligi Kosowa.

## Wyniki wyborów[3]
| Partia                         | Głosy   | Procent | Mandaty (zmiana) | Mandaty (zmiana) |
| ------------------------------ | ------- | ------- | ---------------- | ---------------- |
| Demokratyczna Partia Kosowa    | 222 181 | 30,38   | 37               | +3               |
| Demokratyczna Liga Kosowa      | 184 594 | 25,24   | 30               | +3               |
| Samookreślenie                 | 99 398  | 13,59   | 16               | +2               |
| Sojusz dla Przyszłości Kosowa  | 69 793  | 9,54    | 11               | –1               |
| Inicjatywa dla Kosowa          | 37 680  | 5,15    | 6                | +6               |
| Sojusz Nowego Kosowa           | 34 170  | 4,67    | 0                | –8               |
| Lista Serbska                  | 38 199  | 5,22    | 10               |                  |
| Koalicja Vakat                 | 6 476   | 0,89    | 2                |                  |
| Pozostałe listy mniejszościowe | 33 488  | 4,8     | 8                |                  |